# Sierra Alhamilla
Pour les articles homonymes, voir Sierra.
La sierra Alhamilla est une chaîne de montagnes située à une quinzaine de kilomètres au nord-est d'Almería, en Espagne. Elle appartient au sous-système de la Subbética dans les cordillères Bétiques, à l'instar de la sierra de Gádor et de la sierra de Cabrera.
Elle s'étend sur le territoire des communes d'Almería, Lucainena de las Torres, Níjar, Pechina, Rioja et Tabernas. Son point culminant, le pic Colativí (es), se dresse à 1 387 mètres d'altitude.
Proche du désert de Tabernas, la sierra fait figure d'oasis écologique, avec ses forêts de chênes verts. De nombreuses espèces animales comme le renard ou le sanglier y ont trouvé refuge, ainsi que plusieurs variétés de rapaces. La sierra constitue en outre un important lieu de passage pour les oiseaux migrateurs.